# Sarita (zapaśniczka)
Sarita Mor (ur. 16 kwietnia 1995) – indyjska zapaśniczka walcząca w stylu wolnym. Brązowa medalistka  mistrzostw świata w 2021 roku.
Siódma w indywidualnym Pucharze Świata w 2020. Złota medalistka mistrzostw Azji w 2020 i 2021; srebrna w 2017 i brązowa w 2022. Wicemistrzyni Wspólnoty Narodów w 2016. Triumfatorka igrzysk Azji Południowej w 2019. Wicemistrzyni Azji juniorów w 2015 roku.
Zawodniczka Mumbai Maharathi w lidze Pro Wrestling.
W roku 2022 została laureatką nagrody Arjuna Award.